# Белые Берега (Курская область)
Белые Берега — деревня в Конышёвском районе Курской области России. Входит в состав Наумовского сельсовета.

## География
Деревня находится на реке Свапа (правый приток Сейма), в 44 км от российско-украинской границы, в 85 км к северо-западу от Курска, в 24 км к северо-западу от районного центра — посёлка городского типа Конышёвка, в 11 км от центра сельсовета — села Наумовка.
Климат
Белые Берега, как и весь район, расположены в поясе умеренно континентального климата с тёплым летом и относительно тёплой зимой (Dfb в классификации Кёппена).
Часовой пояс
Деревня Белые Берега, как и вся Курская область, находится в часовой зоне МСК (московское время). Смещение применяемого времени относительно UTC составляет +3:00.

## Население
| 2002 | 2010 |
| ---- | ---- |
| 14   | ↘4   |

## Инфраструктура
Личное подсобное хозяйство. В деревне 17 домов.

## Транспорт
Белые Берега находится в 36 км от автодороги федерального значения М3 «Украина» (Москва — Калуга — Брянск — граница с Украиной), в 56 км от автодороги М2 «Крым» (Москва — Тула — Орёл — Курск — Белгород — граница с Украиной), в 16 км от автодороги А142 (Тросна — М-3 «Украина»), в 14 км от автодороги регионального значения 38К-038 (Фатеж — Дмитриев), в 23 км от автодороги 38К-005 (Конышёвка — Жигаево — 38К-038), в 2,5 км от автодороги 38К-003 (Дмитриев — Берёза — Меньшиково — Хомутовка), на автодорогe межмуниципального значения 38Н-461 (Макаро-Петровское — Белые Берега), в 8,5 км от ближайшей ж/д станции Арбузово (линии Навля — Льгов I и Арбузово — Лужки-Орловские).
В 182 км от аэропорта имени В. Г. Шухова (недалеко от Белгорода).